# Jean Pierre Guisel Costa
Jean Pierre Guisel Costa (Chapecó, 6 de noviembre de 1991), deportivamente conocido como Pito, es un jugador de fútbol sala brasileño que actualmente juega como pívot en el Fútbol Club Barcelona de la primera división de España.

## Biografía
Pito es un referente en Brasil, segundo máximo goleador del campeonato 2015/16, donde fue nombrado mejor pívot. También ganó la Liga. Es internacional con su país y es un fijo en la canarinha.
En 2016, firma por el ElPozo Murcia FS. ElPozo abona la cláusula de rescisión y aterrizará en el club a finales de abril aunque no podría debutar hasta la campaña próxima (salvo lesión de gravedad de algún jugador). 
En 2021 después de su etapa en Movistar Inter ficha por el Fútbol Club Barcelona.

## Clubes
- 2013-2016: Associação Carlos Barbosa de Futsal
- 2016-2019: ElPozo Murcia
- 2019-2021: Inter Movistar
- 2021 - actualmente: Fútbol Club Barcelona

## Palmarés

### Campeonatos nacionales
| Título                 | Club                                                        | País   | Años                   |
| ---------------------- | ----------------------------------------------------------- | ------ | ---------------------- |
| x1 Liga Brasileña      | Carlos Barbosa                                              | Brasil | 2015                   |
| x4 Supercopa de España | FC Barcelona                                                | España | 2016, 2020, 2022, 2023 |
| x3 Liga Española       | Inter Movistar (x1) , FC Barcelona (x2)                     | España | 2020, 2022, 2023       |
| x3 Copa del Rey        | ElPozo Murcia (x1) , Inter Movistar (x1), FC Barcelona (x1) | España | 2017, 2021, 2023       |
| x2 Copa de España      | Inter Movistar (x1) , FC Barcelona (x1)                     | España | 2021, 2022             |

### Campeonatos internacionales
| Título              | Club         | Sede | Años |
| ------------------- | ------------ | ---- | ---- |
| x1 Champions League | FC Barcelona | Riga | 2022 |

### Distinciones individuales
- x1 Mejor Pívot Liga brasileña (14/15)
- x3 Mejor Pívot LNFS (19/20, 20/21, 22/23)
- x2 Mejor Jugador LNFS (20/21, 22/23)